# Aeroporto Internazionale Regina Alia
L'Aeroporto Internazionale Regina Alia (in arabo: مطار الملكة علياء الدول) (IATA: AMM, ICAO: OJAI) è un aeroporto situato a 32 km a sud di Amman, in Giordania.
L'aeroporto è hub per la compagnia aerea: Royal Jordanian Airlines (compagnia di bandiera). È uno scalo importante anche per le compagnie: Jazeera Airways, Gulf Air e Jordan Aviation.
La struttura aeroportuale è composta da 3 edifici terminal, 2 passeggeri e 1 per il traffico cargo. È stato costruito nel 1983.
L'aeroporto prende il nome della regina Alia, terza moglie del re Hussein di Giordania, perita in un incidente di elicottero nel 1977.

## Trasporti
Un servizio di autobus e taxi serve l'aeroporto 24 ore su 24 tutti i giorni. Una nuova linea ferroviaria è in costruzione per collegare lo scalo al centro di Amman.

## Statistiche
| Anno | Numero passeggeri |
| ---- | ----------------- |
| 2002 | 2.334.779         |
| 2003 | 2.358.475         |
| 2004 | 2.988.174         |
| 2005 | 3.301.510         |
| 2006 | 3.506.070         |
| 2007 | 3.861.100         |
| 2008 | 4.477.800.        |

| Anno | M      |
| ---- | ------ |
| 2007 | 44.700 |
| 2008 | 51.300 |